# Merrill (Wisconsin)
Merrill település az Amerikai Egyesült Államok Wisconsin államában, Lincoln megyében, melynek megyeszékhelye is. Lakosainak száma 9347 fő (2020. április 1.).  A várost 1875-ben alapították, 1880-ban községként jegyezték be, 1883-ban pedig várossá nyilvánították.

## Népesség
A település népességének változása:

| 2010 | 9 661 |
| 2020 | 9 347 |